# عیسای مصلوب (گویا)
عیسای مصلوب (انگلیسی: Christ Crucified) نقاشی فرانسیسکو گویا از تصلیب عیسی است که در ۱۷۸۰ میلادی کشیده شده‌است. گویا این نقاشی را برای ورود به آکادمی سلطنتی هنرهای زیبای سان فرناندو به این آکادمی عرضه کرد که هم‌اکنون از آثار اصلی مجموعه موزه دل پرادو است.